# EVS (entreprise)
Pour les articles homonymes, voir EVS.
EVS Broadcast Equipment est une entreprise belge spécialisée dans la fabrication de serveurs vidéo destinés à l'enregistrement d'images professionnelles sur supports informatiques et de leur traitement : ralentis instantanés, rediffusion instantanée d'images, enrichissement de contenu par adjonction de métadonnées, diffusion. Cotée à Bruxelles, elle fait partie de l'indice Next 150.

## Historique

### Création
La société EVS est fondée conjointement par Pierre L'Hoest et Laurent Minguet le 14 février 1994. Elle collabore pour ses développements avec Michel Counson au travers de sa société VSE, qui sera rachetée par EVS en 1997.
EVS révolutionne l’enregistreur numérique professionnel en introduisant, dans le monde de la diffusion télévisée, l’usage du disque dur, par opposition à l’enregistreur à bande magnétique classique (Sony, Panasonic)[réf. nécessaire].

### Entrée en bourse et reconnaissance
En 1998, la société est introduite en bourse avec une première cotation à 14,8 euros par action (comparable),, valorisant la société à plus de 200 millions d’euros.
La société décolle et selon les analystes, devient leader mondial des enregistreurs numériques pour la production de sport télévisuel en direct,. Ses produits sont principalement utilisés dans les « cars TV » et pour les ralentis à haut débit d’images.
En 2001, Jacques Galloy est nommé CFO de la société (il quittera ses fonctions fin 2013) et en 2010, Pierre Rion est nommé Président du Conseil d'Administration de la société (fonction qu'il quittera en mai 2016).
En 2003, EVS lance des produits à l’usage de la production télévisuelle en studio. Ils représenteront 40 % du CA en 2012. L'OPA lancée à l'automne 2003 par le groupe anglais VITEC Ltd à 7 EUR l'action échoue tandis que EVS reçoit son premier bon de commande pour un car de régie équipé de 5 systèmes à ralentis en haute définition, d'une valeur d'1 million USD.
Laurent Minguet et Pierre L'Hoest sont nommés managers belges de l'année 2004 tandis que l'action frise les 75 €,.
En 2004, EVS crée la société XDC spécialisée dans le marché très pointu du cinéma numérique en haute définition. Laurent Minguet en prend la direction jusqu'en 2007. Avec Jacques Galloy, ils lèvent plus de 40 millions d'euros de fonds pour mener la société à la rentabilité en 2011[réf. nécessaire]. La société XDC, avec ses filiales est aujourd'hui devenue le groupe Dcinex dont EVS revendra ses parts en 2014,.
En 2009, Pierre L'Hoest et Jacques Galloy, respectivement comme CEO et CFO, sont nommés meilleurs managers des sociétés cotés en bourse par Thomson Reuters.
En avril 2010, EVS acquiert la société française OpenCube Technologies, spécialisée dans les solutions technologiques de média MXF.

### Résultats mitigés et départ des fondateurs
En 2009 et 2010, les performances de la société se tassent à l'identique du secteur et les investisseurs et analystes financiers sont déçus des résultats de la société. Fin 2010, Laurent Minguet quitte le Conseil d'Administration d'EVS[réf. nécessaire]. À l’issue du Conseil d’Administration du 15 septembre 2011, Pierre L'hoest décide de quitter sa fonction de CEO et démissionne de son poste d’administrateur. L’entreprise est alors dirigée par un comité exécutif comprenant Michel Counson, Jacques Galloy et Pierre Rion, en attendant un nouveau CEO.

### Redéploiement
En 2012, la Banque européenne d'investissement, BNP Paribas Fortis et ING signent un crédit de 24.000.000 € à EVS pour lui permettre de construire son nouveau siège social et pôle d’innovation, dont la conception et le permis ont été signés par Pierre L'Hoest, sur le Parc scientifique du Sart-Tilman. L'année est également une année record avec un chiffre d'affaires de 138.000.000 € représentant une croissance de 29 % des ventes et une croissance de 40 % des résultats.
Un nouveau CEO, Joop Janssen, prend ses fonctions à ce poste le 1er septembre 2012. Jacques Galloy quitte ses fonctions opérationnelles en juillet 2013 et le conseil en mai 2014. Le 10 octobre 2014, le Conseil d’administration met un terme au mandat de Joop Janssen. Muriel De Lathouwer, membre du Conseil d’administration et Présidente du Comité stratégique de la société est nommée Présidente du Comité Exécutif de façon temporaire jusqu’à la nomination d’un nouveau CEO.
Le 5 janvier 2015, EVS annonce l'acquisition de la société Scalable Video System GmbH (SVS) qui développe des mélangeurs vidéo basés sur la technologie IT et la société Dyvi Live SA (société basée à Bruxelles qui commercialise les produits SVS sous le nom de DYVI).
Le 19 février 2015, EVS nomme Muriel De Lathouwer Administrateur Déléguée et CEO de la société.
En mai 2016, Patrick Tillieux, administrateur depuis décembre 2015, remplace Pierre Rion à la tête du Conseil d'Administration d'EVS,.
Le 18 juillet 2018, EVS annonce, par voie de presse, la fin de la collaboration avec Muriel De Lathouwer, remplacée ad interim par Pierre De Muelenaere, Président du Conseil d’Administration ,.

## Actionnaires
Liste des principaux actionnaires au 11 novembre 2021 :
| Nom                                     | %     |
| --------------------------------------- | ----- |
| EVS Broadcast Equipment (autodétention) | 6,48% |
| Michel Counson                          | 5,83% |
| Degroof Petercam Asset Management       | 4,94% |
| Ennismore Fund Management               | 3,04% |
| Schroder Investment Management          | 3,00% |
| Evertz Technologies (en)                | 2,99% |
| Norges Bank Investment Management       | 2,96% |
| Investor Asset Management               | 2,90% |
| The Vanguard Group                      | 2,59% |
| Ackermans & Van Haaren                  | 2,45% |

## Matériels
La société développe et produit notamment le serveur vidéo XT3 et les programmes servant à le contrôler Multicam[LSM] et IPDirector qui permettent aussi de réaliser des ralentis de grande qualité.
Il existe, de par le monde, environ 5 000 opérateurs (opérateur LSM) de toutes nationalités utilisant un XT3 et le Multicam[LSM].
Ses matériels ont été utilisés à très large échelle au cours de tous les derniers grands évènements sportifs mondiaux : coupe du monde de football, rugby, MotoGP et Jeux olympiques,,, et est actuellement utilisé dans des grands studios du monde entier : BBC Football Programmes, NBC, France 2, Sky,, RTL-TVi, CCTV,...
Le serveur XT3 et son contrôleur Multicam(LSM) sont présents dans presque tous les cars du monde,,,,,,,,. Il a reçu un Emmy Award pour cette raison.

## Sites
Le site de développement et de production est à Seraing en Belgique.
4 sites de développement supplémentaires existent :
- Toulouse (pour la gamme OpenCube),
- Paris (pour Epsio),
- Bruxelles (pour MediArchive Director)
- Darmstadt (pour Dyvi)

EVS compte également des bureaux commerciaux et de support technique à Londres, Los Angeles, New York, Dubaï, Mexico, Paris, Munich, Madrid, Brescia, Pékin, Hong Kong, Sydney et Bombay.

## Produits
- XT3 : (troisième génération du serveur XT) un serveur vidéo professionnel de production. Apparu en avril 2011, il est le successeur des serveurs XT, XT2 et XT2+.
- Dyvi : Le sélecteur Dyvi offre une toute nouvelle approche de la production en direct, vous emmenant bien au-delà des limites de la conception de commutateurs matériels conventionnels.
- XS  : un serveur vidéo professionnel de production développé spécifiquement pour les productions en studio graphique, d'animation ou vidéo.
- IPDirector : suite logicielle qui comprend plusieurs applications de gestion de la production vidéo
- Multicam(LSM) : logiciel servant à piloter les serveurs de la série XT et offrant des solutions de montage en direct d’une très grande réactivité.
- Xedio : suite logicielle qui comprend plusieurs applications de gestion de la production des journaux télévisés. Cette suite est destinée aux professionnels de la diffusion et gère l'acquisition, la production, la gestion des médias et la diffusion des actualités et événements sportifs. Elle possède un éditeur Xedio CleanEdit[47][source insuffisante] qui a comme particularité de permettre des montages virtuels & non linéaires.[réf. nécessaire]
- C-Cast : logiciel destiné aux diffuseurs qui permet de diffuser en continu (stream) des clips ou des angles de vues alternatifs sur les seconds écrans
- Epsio : logiciel destiné aux diffuseurs permettant l'insertion virtuelle de graphiques sur de la vidéo en temps réel ou sur les ralentis (dès le premier)